# 主生产计划
主生产计划（Master Production Schedule，簡稱MPS），又稱作主生產排程，為根据销售订单或预测得到的对产品（独立需求物料）的需求清单，即在某一个时间点对产品的需求量。主生產計畫的訂立必須考量到可能的客户订單、目前未完成的订单、可用資源的数量、现有能力、管理階層的目标等等。

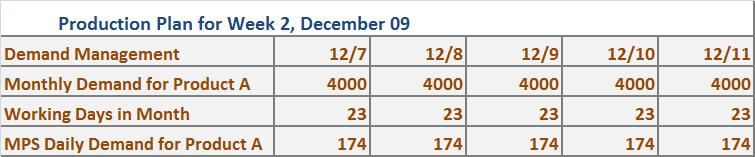
主生产计划範例